# Louis-Auguste Blanqui

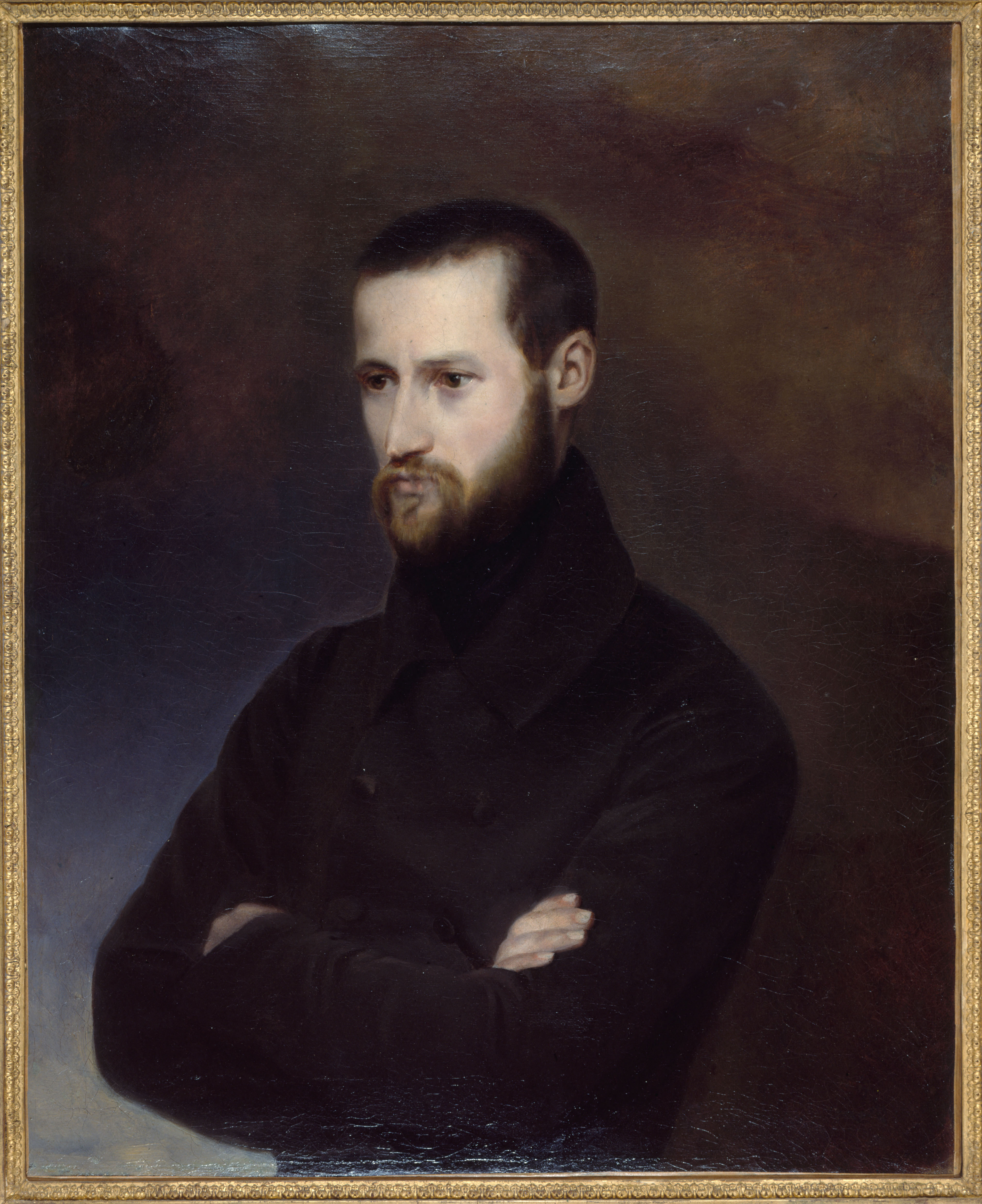
Louis-Auguste Blanqui als etwa 40-Jähriger (Gemälde um 1845)

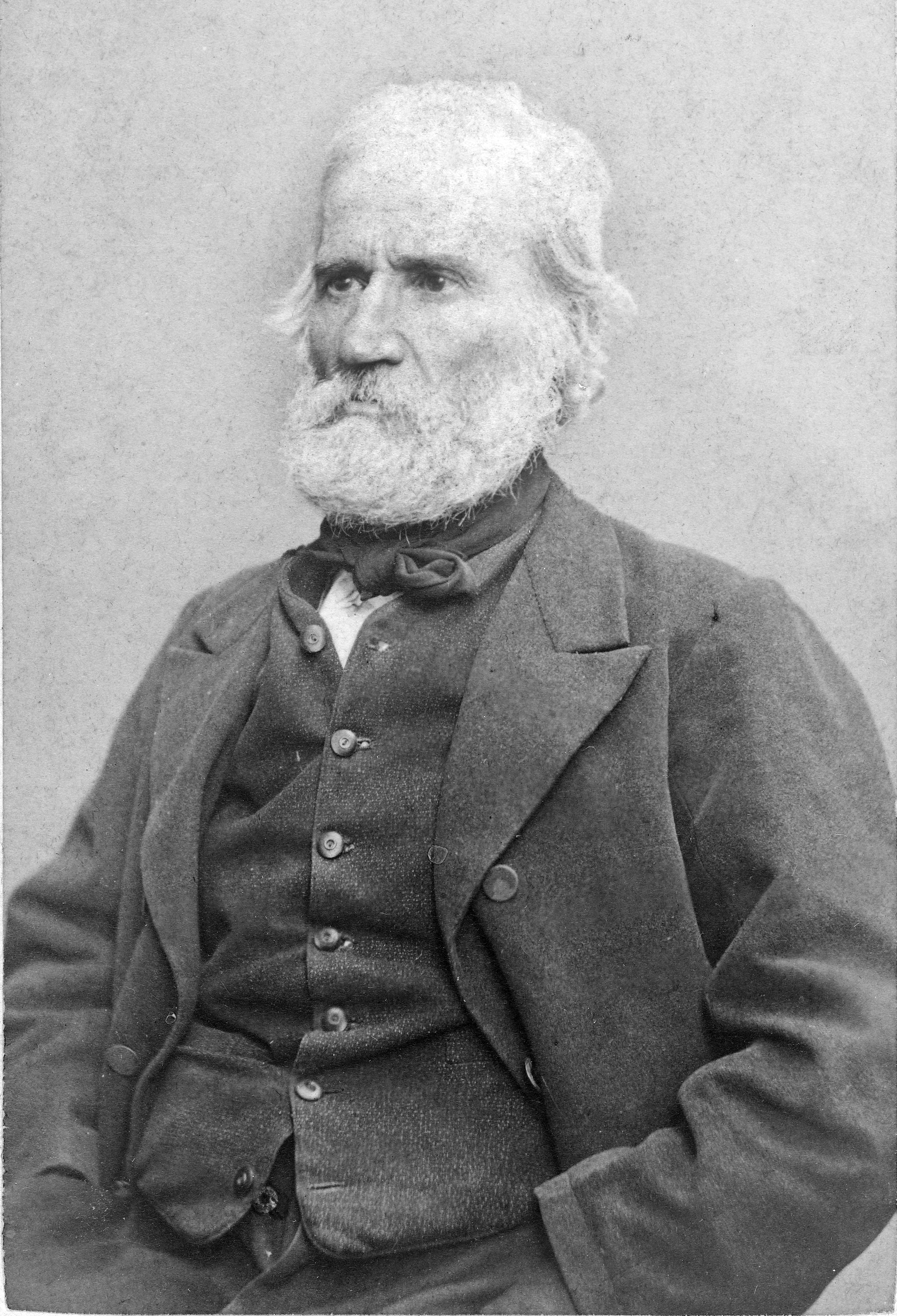
Louis-Auguste Blanqui (Altersfoto, 1870er Jahre)

Louis-Auguste Blanqui [lwi oˈgyst blɑ̃ˈki] in Frankreich bekannt als Auguste Blanqui (* 8. Februar 1805 in Puget-Théniers, Département Alpes-Maritimes; † 1. Januar 1881 in Paris) war ein französischer Revolutionär, Theoretiker und 1871 Mitglied der Pariser Kommune.

## Leben und Schaffen

### Jugend und Bildung
Er wurde 1805 als Sohn des Jean-Dominique Blanqui und Bruder des Ökonomen Adolphe Jérôme Blanqui geboren. Er studierte Rechtswissenschaften und Medizin, fand aber schon bald im politischen Engagement seine Berufung. Sein intellektueller und politischer Werdegang wurde durch die Theorien von François Noël Babeuf, Charles Fourier und Claude-Henri Comte de Saint-Simon beeinflusst.

### Revolutionäre Tätigkeit
Blanqui wirkte am Sturz Karls X. in der Julirevolution von 1830 mit. Von 1831 an organisierte er republikanische und sozialistische Geheimbünde und führte die geheime Gesellschaft der Jahreszeiten an.
Er heiratete im August 1833 die neunzehnjährige Amélie-Suzanne Serre, Tochter eines Advokaten.
Der Rücktritt des Kabinetts unter Molé, die Einberufung eines Übergangskabinetts sowie eine Wirtschaftskrise und Arbeitslosigkeit führten im Jahr 1837 zu einer spannungsvollen Situation in Frankreich. Blanqui organisierte mit Armand Barbès und anderen Mitgliedern der Geheimgesellschaft einen bewaffneten Aufstand, der am 12. und 13. Mai 1839 in Paris niedergeworfen wurde. Den Anführern des Aufstandes wurde der Prozess gemacht, Barbès zum Tode verurteilt. Blanqui selbst blieb zunächst flüchtig. Louis-Philippe I. verwandelte das Todesurteil Barbès zu einer Haftstrafe auf Mont-Saint-Michel. Im Oktober 1839 wurde Blanqui verhaftet und wegen der Beteiligung an dem fehlgeschlagenen Aufstand gegen den „Bürgerkönig“ Louis Philippe zu lebenslanger Haft verurteilt. Die Haftbedingungen (z. B. Nahrungsentzug, Dunkelhaft in den cachots noirs) auf Mont-Saint-Michel führten immer wieder zu Unruhen, Hungerstreiks und Selbstmordversuchen unter den politischen Gefangenen und in der Folge im Abgeordnetenhaus zur Diskussion einer Reform des Gefängniswesens. Berichterstatter der Kommission war Alexis de Tocqueville; diese Entwicklungen führten ab 1844 zu Veränderungen im Gefängnis. Während des Haftaufenthaltes (1841) starb sechsundzwanzigjährig Blanquis Frau Amélie-Suzanne.
Nach neun Jahren wurde er begnadigt und trat noch im selben Jahr als Wortführer der Linken im Pariser Juniaufstand von 1848 in Erscheinung. Daraufhin wurde er erneut verhaftet und zu zehn Jahren Gefängnis verurteilt. Dort entwarf er eine eigene sozialistische Theorie, in deren Zentrum die Idee einer Diktatur des Proletariats stand: „Dass Frankreich vor bewaffneten Arbeitern strotzt, ist der Beginn des Sozialismus“. Nach seiner Freilassung und erneuten Verurteilung und Inhaftierung in den Jahren 1861–1865 begab er sich ins Exil nach Belgien, um von dort seinen Kampf weiterzuführen.
Nach der Generalamnestie des Jahres 1869 kehrte er wieder nach Frankreich zurück. Am 14. August 1870 misslang ein Aufstandsversuch der Blanquisten  im Boulevard de la Villette. Nach der Proklamation der III. Republik am 4. September 1870 wurde Blanqui Herausgeber der Zeitschrift „La Patrie en Danger“ und Kommandant des 169. Bataillons. Nach der Kapitulation Frankreichs zog er sich enttäuscht aus Paris zurück, wurde am 9. März 1871 verhaftet und an einem geheimen Ort gefangen gehalten. An der Pariser Kommune war er nicht beteiligt, wurde aber am 26. März zum Mitglied der Pariser Kommune gewählt. Den Austausch gegen den durch die Kommune inhaftierten Erzbischof von Paris lehnte die Regierung von Adolphe Thiers ab. Im Gefängnis schrieb er, beeinflusst von Pierre-Simon Laplace und Jérôme Lalande, das kosmologische Werk L'éternité par les astres. Dessen Grundthesen sind u. a. eine unendliche Verknüpfung aller belebten und unbelebten Erscheinungen miteinander und die Existenz von „Doppelgänger-Universen“, in denen alle möglichen Entwicklungen ihren realen Widerpart haben (siehe auch Mögliche Welt). Blanqui wurde 1879 begnadigt, er starb 1881.

### Werk und Wirkung
Kurz vor seinem Tod schrieb er sein Hauptwerk, die Critique sociale, die aber erst im Jahr 1885 postum veröffentlicht wurde.
Blanqui hatte großen Einfluss auf spätere kommunistische und sozialistische Bewegungen. Seine Anhänger, die Blanquisten, schlossen sich schließlich der Sozialistischen Partei Frankreichs an.

## Schriften
- Défense du citoyen Louis-Auguste Blanqui devant la cour d’assises. 1832.
- Instructions pour une prise d'armes. 1866.
  - deutsch: Instruktionen für den Aufstand. Aufsätze, Reden, Aufrufe. Herausgegeben und eingeleitet von Frank Deppe, EVA Europäische Verlagsanstalt, Frankfurt am Main / Europa Verlag, Wien, 1968 DNB 456132627
- La Patrie en danger. 1871.
- L'Éternité par les astres. 1872.
  - deutsch: Die Ewigkeit durch die Gestirne. Mit einem Vorwort von Jacques Rancière. Aus dem Französischen von Daniel Zumbühl, bahoe books, Wien 2017, ISBN 978-3-903022-51-5
- Critique sociale. Capital et travail, Bd. 1, F. Alcan, Paris 1885.
  - deutsch: Kritik der Gesellschaft. Bd 1.: Kapital und Arbeit. Behauptungen einiger Nationalökonomen. Wigand, Leipzig 1886.
- Critique sociale. Fragments et notes, Bd. 2, F. Alcan, Paris 1885.
  - deutsch: Kritik der Gesellschaft. Bd. 2: Aufsätze und Notizen. Wigand, Leipzig 1886.
- Ni Dieu ni maître. Anthologie, Éditions Aden, 2009 (zum Inhalt)